# Berceuse (Chopin)
La Berceuse (Ninna nanna) in Re bemolle maggiore op. 57 è una composizione per pianoforte di Fryderyk Chopin scritta fra il 1843 e il 1844.

## Storia
La prima parte del 1844 fu un periodo molto difficile per Chopin; la perdita del padre lo aveva addolorato al punto di togliergli anche il desiderio di comporre. Nell'estate, con l'arrivo a Parigi dell'amata sorella Ludwika, il musicista si riprese moralmente; nell'autunno scrisse la Sonata op. 58 e, probabilmente, terminò la composizione della Berceuse di cui aveva già messo su carta una prima stesura l'anno precedente. Certezze sulla data di realizzazione di questo lavoro non ve ne sono, nemmeno nelle lettere del musicista, ma si suppone che, abbozzata nell'autunno del 1843, la Berceuse venne terminata fra l'agosto e l'autunno dell'anno successivo. Il titolo originale era Varianti poiché il pezzo si basa su una serie di variazioni; la denominazione non piaceva molto a Chopin e i suoi amici gli suggerirono di cambiarla in Berceuse poiché la parte della mano sinistra ricordava proprio un cullante andamento di ninna nanna.
Il musicista, che aveva necessità di denaro avendone speso molto per ospitare degnamente la sorella, trovò inizialmente difficoltà a vendere la composizione, così come per la Sonata op.58. Gli editori in quel periodo avevano problemi per trovare sufficiente denaro liquido. La composizione fu infine venduta all'editore Wessel che la pubblicò nel 1845, così come Meissonnier e Breitkopf & Härtel. Chopin dedicò la Berceuse a una sua allieva, Mademoiselle Elise Gavard.

## Analisi

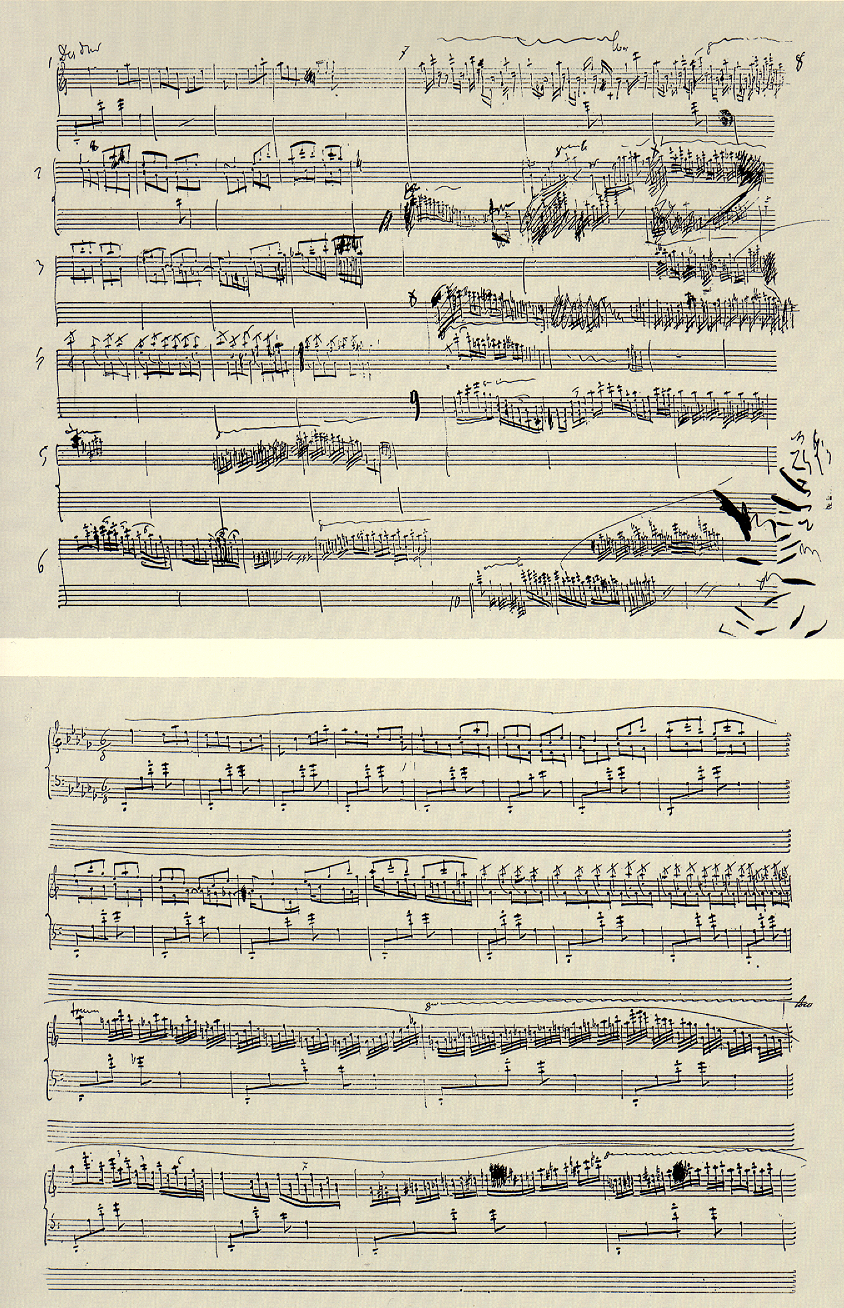
Abbozzo autografo e prima pagina della Berceuse

La Berceuse porta come indicazione Andante ed è in tempo 6/8. È uno degli ultimi capolavori scritti dal musicista polacco. Si può considerare come una delle opere più sperimentali di Chopin; è costituita da una serie di ben quattordici variazioni su un tema brevissimo, originale del musicista Le Variazioni scritte in precedenza da Chopin erano tutte su arie di altri autori o su temi popolari, quali Variazioni su un'aria nazionale tedesca o Souvenir de Paganini. In questa nuova opera il tema è originale e molto breve, solo quattro battute, precedute solo dall'introduzione del basso nelle due battute iniziali. Le variazioni sono realizzate arricchendo la melodia mano a mano con ornamenti e abbellimenti che entrano a far parte del tema stesso; la Berceuse "si potrebbe considerare come l'apoteosi dell'ornamentazione". Le variazioni assumono l'aspetto di un'improvvisazione non essendo più identificabili l'una dall'altra, ma creando una disintegrazione del tema iniziale in un pulviscolo di divagazioni armoniche realizzate sfruttando la timbrica dello strumento in tutte le sue possibilità di colori. Chopin ha scritto un lavoro di tale finezza e perfezione che scoraggia qualunque altro musicista che voglia scrivere un'altra ninna nanna.
L'esecuzione di questo brano pone molte difficoltà. Le sonorità leggere, sfuggenti al limite dell'impressionismo, richiedono al pianista una grande delicatezza nel tocco, soprattutto nel leggerissimo basso ostinato che crea l'atmosfera cullante, cercando al tempo stesso di non cadere in un atteggiamento lezioso. Inoltre l'uso dei pedali assume una notevole importanza; Chopin lo indicava in modo misurato nelle sue composizioni, soprattutto quello una corda; il fatto che esistano due differenti indicazioni, entrambe approvate dal musicista, in due diverse edizioni (Meissoner e Breitkopf & Härtel) complica molto la realizzazione interpretativa dei pianisti.